# Casoria
Casoria este un oraș în regiunea Campania, în provincia Napoli (Italia).

## Personalități legate de Casoria
- Rosalia Porcaro, actriță, comediantă și comic italiană.

## Demografie
Casoria - evoluția demografică

|  | Graficele sunt indisponibile din cauza unor probleme tehnice. Mai multe informații se găsesc la Phabricator și la wiki-ul MediaWiki. |

Date: Recensăminte sau birourile de statistică - grafică realizată de Wikipedia